# Develi Belediye Spor Kulübü
Il Develi Belediye Spor Kulübü è un club di pallavolo maschile turco, con sede a Develi: milita nel campionato turco di Efeler Ligi.

## Storia
Il Develi Belediye Spor Kulübü viene fondato nel 1979. Nel 2021 viene promosso in Voleybol 1. Ligi, trascorrendo una sola annata in serie cadetta: acquista infatti nell'estate del 2022 i diritti di partecipazione alla Efeler Ligi dal Sorgun, esordendo nella massima divisione turca nella stagione 2022-23.

## Rosa 2022-2023
| N° | Nome               | Ruolo | Data di nascita  | Nazionalità sportiva |
| -- | ------------------ | ----- | ---------------- | -------------------- |
| 1  | Caner Pekşen       | P     | 9 giugno 1987    | Turchia              |
| 1  | Furkan Aydın       | C     | 15 gennaio 1997  | Turchia              |
| 2  | Berkan Bozan       | P     | 28 maggio 1991   | Turchia              |
| 3  | Mehmet Susam       | L     | 18 giugno 2002   | Turchia              |
| 4  | Ahmet Baltacı      | C     | 8 giugno 1999    | Turchia              |
| 5  | Ali Heper          | L     | 11 gennaio 1999  | Turchia              |
| 6  | Branimir Grozdanov | S     | 21 maggio 1994   | Bulgaria             |
| 6  | Apostol Bojanov    | S     | 6 novembre 2003  | Bulgaria             |
| 7  | Berkan Eryüz       | C     | 26 febbraio 1993 | Turchia              |
| 8  | Alperay Demirciler | L     | 1º febbraio 1993 | Turchia              |
| 9  | Abdullah Çam       | S     | 30 marzo 1997    | Turchia              |
| 10 | Michał Filip       | O     | 31 agosto 1994   | Polonia              |
| 11 | İbrahim Emet       | C     | 15 gennaio 1986  | Turchia              |
| 12 | Yusuf Eken         | O     | 4 maggio 2000    | Turchia              |
| 13 | Ali Edis           | C     | 18 gennaio 1997  | Turchia              |
| 13 | Radzivon Miskevič  | O     | 22 aprile 1995   | Bielorussia          |
| 15 | Furkan Gök         | P     | 1º gennaio 1998  | Turchia              |
| 17 | Onur Altınkaya     | L     | 6 febbraio 1997  | Turchia              |
| 17 | Mihajlo Stanković  | S     | 5 giugno 1993    | Serbia               |
| 18 | Jan Jereščenko     | S     | 6 aprile 1990    | Ucraina              |
| 22 | Jurij Synycja      | P     | 22 agosto 1993   | Ucraina              |
| 24 | Hamdi Erkan        | S     | 19 luglio 1996   | Turchia              |